# Gul Bukhari
Gul Bukhari é uma jornalista e colunista liberal britânico-paquistanesa. Ela mudou-se para o Reino Unido recentemente do Paquistão em dezembro de 2018.
Em junho de 2018, ela foi sequestrada por algumas horas por pessoal desconhecido.

## Infância e educação
Bukhari nasceu numa família de militares em 1966. O seu pai, o major-general Rehmat Ali Shah Bukhari, era um general do Exército do Paquistão e foi condecorado em 1971 pela Batalha de Bahawalnagar.
Bukhari é graduada pelo Kinnaird College e pela Lahore University of Management Sciences.